# Ovčari
Ovčari är en ort i Bosnien och Hercegovina.   Den ligger i entiteten Federationen Bosnien och Hercegovina, i den centrala delen av landet, 40 km sydväst om huvudstaden Sarajevo. Ovčari ligger 353 meter över havet och antalet invånare är 510.
Terrängen runt Ovčari är kuperad norrut, men söderut är den bergig. Ovčari ligger nere i en dal. Närmaste större samhälle är Konjic, 2,4 km sydväst om Ovčari. 
Omgivningarna runt Ovčari är en mosaik av jordbruksmark och naturlig växtlighet. Runt Ovčari är det ganska tätbefolkat, med 93 invånare per kvadratkilometer.